# Калмиков Олексій Миколайович
Олексій Миколайович Калмиков (рос. Алексей Николаевич Калмыков; 8 грудня 1988, Астрахань, Росія — 11 квітня 2022, Маріуполь, Україна) — російський офіцер, майор ЗС РФ. Герой Російської Федерації.

## Біографія
В 2006 році закінчив Астраханську середню школу №28. 
З 2006 року — курсант Воронезького військового інженерно-технічного університету, який з відзнакою закінчив у 2011 році. Отримав розподіл у Південний військовий округ. У 2011–2012 роках служив командиром взводу радіоперешкод роти радіоелектронної боротьби 205-ї окремої мотострілецької бригади. Пізніше, після проходження жорсткого відбору та додаткового спеціального навчання переведений до 346-ї бригади спеціального призначення Головного (розвідувального) управління Генерального штабу Збройних сил Російської Федерації.
Учасник анексії Криму. З 24 лютого 2022 року брав участь у вторгненні в Україну, заступник командира загону спецпризначення ГРУ. Учасник штурму Маріуполя. Був неодноразово контужений, отримав мінно-вибухову травму, численні вогнепальні та осколкові поранення обох ніг. Загинув у бою в порту від вогнеметного струменя.

## Нагороди
Отримав декілька нагород, серед яких:
- Медаль «За повернення Криму»
- Медаль Суворова
- Звання «Герой Російської Федерації» (5 липня 2022, посмертно) — «за мужність і героїзм, проявлені під час виконання військового обов'язку.» 13 липня медаль «Золота зірка» була передана  матері Калмикова.

## Вшанування пам'яті
22 серпня 2022 року в Астрахані була відкрита меморіальна дошка на будівлі регіонального управління ДТСААФ, 21 вересня — на будівлі середньої школи №28, в якій навчався Калмиков.